# Cartofilace
Il cartofilace (dal greco χάρτα = carte + φύλαξ = custode) era un dignitario ecclesiastico bizantino responsabile inizialmente dell'archivio di una diocesi o di un patriarcato e successivamente, dal IX al XV secolo anche direttore del clero, presidente del tribunale, consigliere giuridico e direttore della cancelleria.

## Storia
In origine il cartofilace era il direttore degli archivi e della biblioteca del patriarcato di Costantinopoli. La funzione corrispondeva a quella del Chartularius della Chiesa latina. Attorno al IX secolo il cartofilace divenne tuttavia il più importante dignitario del patriarcato di Costantinopoli (1094). Giorgio Codino chiamava "Grande cartofilace" il braccio destro del patriarca. Codino aggiungeva che questo funzionario era non soltanto il custode di tutti i documenti relativi ai diritti ecclesiastici conservati nel "Cartophylacium" (archivio), ma aveva competenza sulle cause matrimoniali ed era il giudice di tutti i procedimenti giudiziari in cui fosse interessato il clero. Il cartofilace pertanto redigeva tutte le sentenze e le decisioni del patriarca, che poi firmava e sigillava; presiedeva il gran consiglio del patriarca e prendeva visione di tutti i procedimenti giudiziari canonici e civili in cui fossero coinvolti membri del clero o religiosi. Quello di Costantinopoli, un diacono che occasionalmente assumeva le funzioni dei presbiteri,  aveva dodici notai sotto lui. Il cardinal Bessarione, che era stato anch'egli cartofilace a Costantinopoli, affermava che il cartofilace corrispondeva al vicario generale e, sebbene fosse un semplice diacono, gli era stata accordata la supremazia sui metropoliti e sui vescovi e aveva la precedenza su tutti eccetto il solo patriarca.